# Gran Premio San Giuseppe 2014
Il Gran Premio San Giuseppe 2014, cinquantaquattresima edizione della corsa, valida come prova del calendario nazionale (classe 1.12), si svolse il 23 marzo 2014 su un percorso di 160 km. Fu vinta dall'italiano Nicola Gaffurini.

## Ordine d'arrivo (Top 10)
| Pos. | Corridore          | Squadra        | Tempo |
| ---- | ------------------ | -------------- | ----- |
| 1    | Nicola Gaffurini   | Vega-Hotsand   |       |
| 2    | Matteo Marcolin    | C.T. Friuli    |       |
| 3    | Giacomo Berlato    | Zalf-Euromobil |       |
| 4    | Marcin Mrozek      | Vejus-TMF      |       |
| 5    | Michele Gazzara    | Fausto Coppi   |       |
| 6    | Paolo Totò         | VC Senigallia  |       |
| 7    | Andrea Toniatti    | Zalf-Euromobil |       |
| 8    | Ilia Koshevoy      | GS Podenzano   |       |
| 9    | Alessandro Tonelli | Zalf-Euromobil |       |
| 10   | Davide Pacchiardo  | Pala Fenice    |       |